# Parti socialiste révolutionnaire (Frankreich)

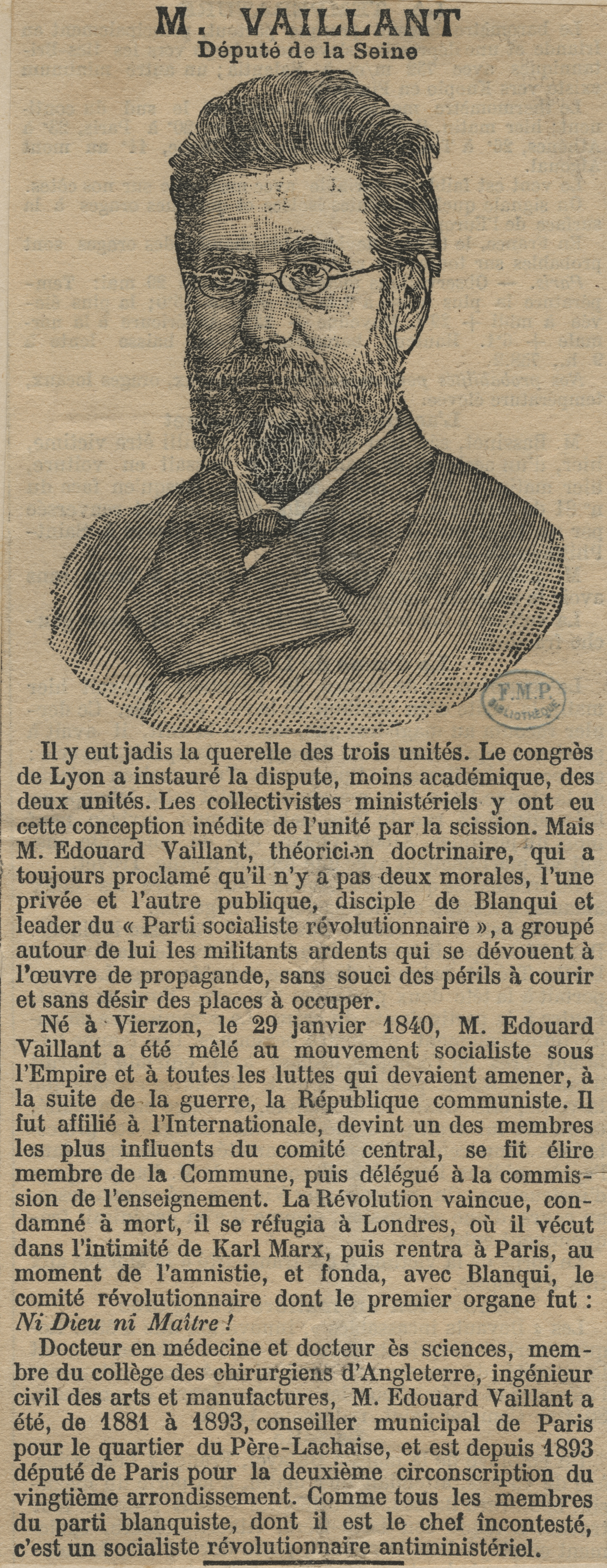
Édouard Vaillant

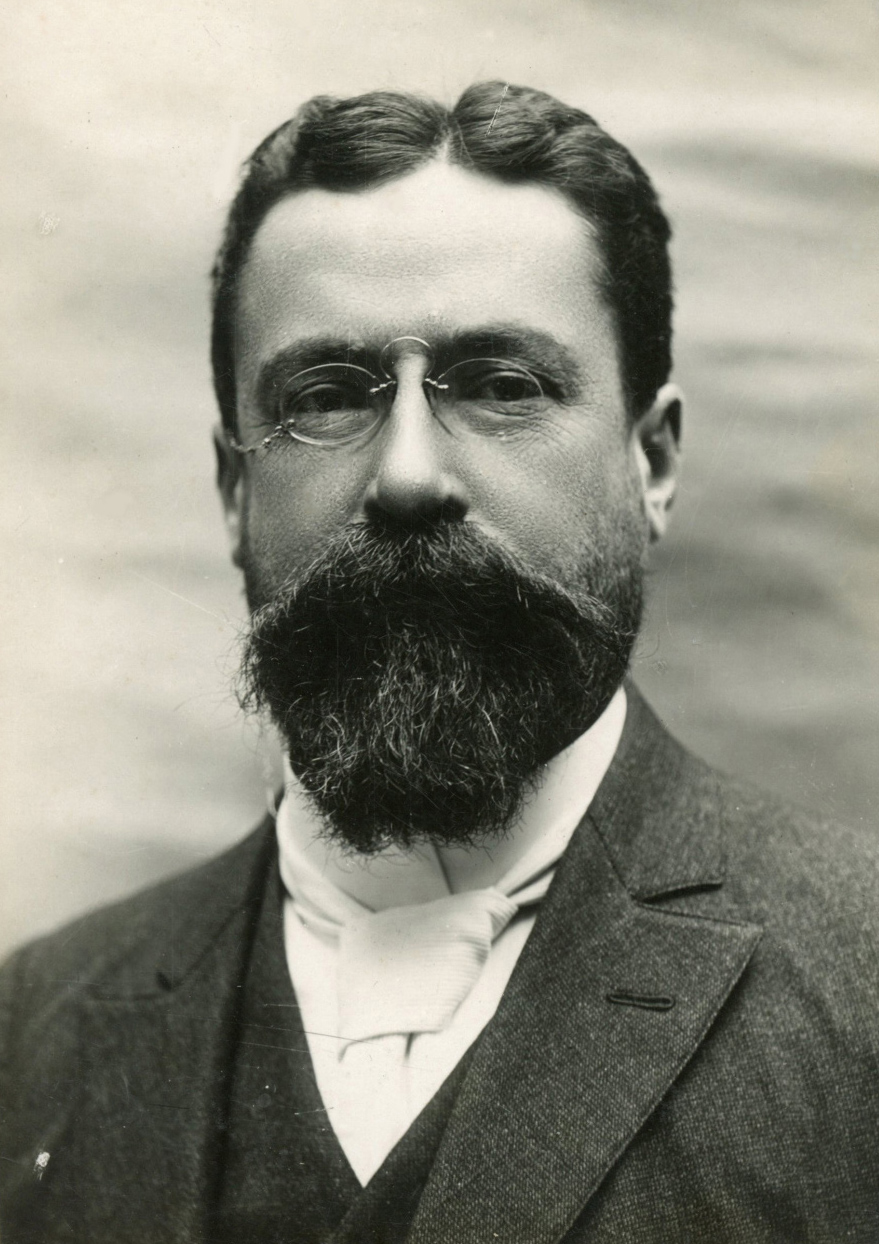
Marcel Sembat

Die Parti socialiste révolutionnaire (Revolutionäre Sozialistische Partei, PSR) war eine französische politische Partei mit blanquistischer Tendenz, die in der Dritten Republik von 1898 bis 1901 bestand. Sie war eine der Parteien, aus denen 1905 indirekt die bedeutendste sozialistische Partei der dritten Republik, die Section française de l’Internationale ouvrière (SFIO), hervorging.

## Geschichte
Parti socialiste révolutionnaire war 1898 der neue Name des Comité révolutionnaire central (CRC), einer blanquistischen Partei, die 1881, im Todesjahr von Louis-Auguste Blanqui, gegründet worden war.
1889 von den Boulangisten verlassen (die das Comité central socialiste révolutionnaire (Revolutionäres Sozialistisches Zentralkomitee) gründeten), wurde der CRC 1896 durch die Abspaltung der aus der Parti ouvrier socialiste révolutionnaire (Revolutionäre Sozialistische Arbeiterpartei, Allemanisten) ausgeschlossenen regionalen Abgeordneten und Funktionäre gestärkt, die sich 1897 unter dem Label Alliance communiste révolutionnaire (Revolutionärer Kommunistischer Bund, ACR) zusammenschlossen. Die ACR blieb innerhalb der PSR scheinbar autonom. Dennoch wurde die PSR, gestärkt durch die ACR, zur zweitgrößten sozialistischen Partei Frankreichs hinter der marxistischen Parti ouvrier français.
Die PSR wurde von Édouard Vaillant geleitet, der sich als Bindeglied zwischen den „gemäßigten“ Sozialisten (Jean Jaurès, Paul Brousse, Alexandre Millerand) und den „Marxisten“ (Jules Guesde, Paul Lafargue) verstand. Neben Vaillant gehörten mit Marcel Sembat und Henri Sellier noch weitere heute bekannte Persönlichkeiten der Partei an.
1901 schloss sich die Parti socialiste révolutionnaire mit der Parti ouvrier français von Jules Guesde in der Unité socialiste révolutionnaire (USR) zusammen, die 1902 in Parti socialiste de France (Parti socialiste de France, PSdF) umbenannt wurde. Letztere wurde eine der beiden Komponenten der 1905 gegründeten SFIO.